# Егемен
Егемен (каз. Егемен, до 199? г. — Лукашевка) — село в Шортандинском районе Акмолинской области Казахстана. Входит в состав Раевского сельского округа. Код КАТО — 116855400.

## География
Село расположено в северной части района, на расстоянии примерно 17 километров (по прямой) к северо-западу от административного центра района — посёлка Шортанды, в 7 километрах к северу от административного центра сельского округа — села Раевка.
Абсолютная высота — 353 метров над уровнем моря.
Ближайшие населённые пункты: село Раевка — на юге, село Гуляйполе — на северо-западе.
Близ села проходит проселочная дорога, соединяющая сёла Раевка и Пригородное.

## Население
В 1989 году население села составляло 284 человек (из них казахи — 100%).

В 1999 году население села составляло 263 человека (131 мужчина и 132 женщины). По данным переписи 2009 года, в селе проживало 189 человек (104 мужчины и 85 женщин).
| Численность населения | Численность населения | Численность населения |
| 1989                  | 1999                  | 2009                  |
| --------------------- | --------------------- | --------------------- |
| 284                   | ↘263                  | ↘189                  |

## Инфраструктура
В селе функционируют:
- медицинский пункт

## Улицы[6]
- ул. Амангельды Иманова
- ул. Жамбыла Жабаева